# Lobgesang (Mendelssohn)
Der „Lobgesang“ op. 52 (MWV A 18) von Felix Mendelssohn Bartholdy ist eine Sinfoniekantate für Soli, Chor, Orchester und Orgel aus dem Jahr 1840.
Nach Mendelssohns Tod wurde die Kantate auch als Sinfonie Nr. 2 veröffentlicht.

## Geschichtlicher Hintergrund
Den Auftrag zur Komposition erhielt Mendelssohn wohl 1839 vom Rat der Stadt Leipzig anlässlich der Vierhundertjahrfeier der Erfindung der Buchdruckerkunst durch Johannes Gutenberg. Mendelssohn rang lange mit der geeigneten Form für das Werk, dachte an ein Oratorium oder eine großangelegte Psalmvertonung, bis er schließlich in einer Mischung aus Sinfonie und Kantate die für ihn geeignete Form fand. So entstand der „Lobgesang“, der am 25. Juni 1840 in einem großen Festkonzert in der Leipziger Thomaskirche erstmals erklang. Später erweiterte Mendelssohn das Werk noch um einige weitere Sätze. Die zweite Fassung des Werks erklang erstmals am 3. Dezember 1840 in Leipzig.
Die Uraufführung des „Lobgesang“ war ein beachtlicher Erfolg, und das Stück wurde zu einem der meistaufgeführten Werke Mendelssohns zu seinen Lebzeiten. Für Mendelssohn persönlich stellte das Werk den Wendepunkt nach einer eineinhalb Jahrzehnte währenden Schaffenskrise dar, in der es ihm nicht gelungen war, ein mehrsätziges sinfonisches Werk zu einem befriedigenden Abschluss zu bringen. Von seiner „Reformations“-Sinfonie war der Komponist nach erfolglosen Aufführungen abgerückt, und die Arbeit sowohl an seiner „Italienischen“ als auch an seiner „Schottischen“ Sinfonie hatte er zurückgestellt, weil er von den Ansätzen seiner Kompositionen nicht mehr überzeugt war.
Beim „Lobgesang“ gab der Auftraggeber die Kombination eines sinfonischen Werkes mit Chor vor, doch war es dieser Impuls, der Mendelssohn in die Lage versetzte, ein typisches ästhetisches Problem der Romantik zu lösen und eine glaubhafte Form für das Zusammenwirken von Poesie und Musik zu finden. Nach der Lösung dieser Aufgabe war Mendelssohn innerlich freier, auch andere Werke in eine befriedigende Form zu bringen: Er vollendete seine „Schottische“ Sinfonie und veröffentlichte sie ebenso im Druck wie Die erste Walpurgisnacht als seine zweite Sinfoniekantate und weltliches Gegenstück zum Lobgesang.
1842 hatte Mendelssohn seine „Schottische“ Sinfonie als Sinfonie Nr. 3 veröffentlicht, eine Sinfonie Nr. 2 war zu seinen Lebzeiten jedoch nicht erschienen. Der Komponist hatte diese Nummer vermutlich für seine früher entstandene „Italienische“ Sinfonie vorgesehen, die er nach der Uraufführung 1833 für eine Überarbeitung zurückgestellt, jedoch nie vollendet hatte. Die „Italienische“ wurde dann postum als Sinfonie Nr. 4 veröffentlicht. Wohl um die Nummerierungslücke zu schließen wurde später, Jahrzehnte nach Mendelssohns Tod, der Lobgesang in der alten Mendelssohn-Gesamtausgabe als Nr. 2 in die Reihe der Sinfonien eingereiht, obwohl es keinen Hinweis darauf gibt, dass dies den Intentionen des Komponisten entsprach. Im neuen Mendelssohn-Werkverzeichnis (2009) ist der Lobgesang nicht mehr unter den Sinfonien, sondern bei den Vokalwerken aufgeführt.
Die Erstausgabe ist König Friedrich August II. von Sachsen zugeeignet.

## Werkbeschreibung
Das Werk steht in B-Dur und gliedert sich formal in zwei Teile: auf den ersten, sinfonischen Teil, der etwa ein Drittel der Aufführungsdauer ausmacht und aus drei instrumentalen, ohne Pause ineinander übergehenden Sätzen besteht, folgt der Kantatenteil, der aus den Nummern 2 bis 10 des Werks besteht. Doch stehen die beiden Werkteile nicht unverbunden nebeneinander, sondern sind durch die Verarbeitung der musikalischen Themen miteinander verknüpft. So erschließt sich das kraftvolle Eingangsmotiv dem Hörer erst wirklich, als es später den Kantatenteil auf den Text „Alles was Odem hat, lobe den Herrn“ einrahmt und damit dem Werk auch seinen Titel gibt.
Den Text des Werks stellte der Komponist aus Bibelzitaten sowie dem evangelischen Kirchenlied Nun danket alle Gott von Martin Rinckart zusammen und arbeitete dabei drei Hauptthemen heraus: das Lob Gottes, Gottes Treue zu denen, die seiner Hilfe und seines Trostes harren, und der Aufstieg des Volkes Gottes aus der Finsternis zum Licht. Besonders letzteres Thema arbeitet Mendelssohn eindringlich heraus, weil ihm damit die Anknüpfung der biblischen Themen an den Anlass des Werkes gelingt: Die Entwicklung des Buchdrucks und Gutenbergs erste gedruckte Bibel werden so zum Schlüsselereignis gedeutet, das die Christenheit aus dem finsteren Zeitalter der Unwissenheit in eine neue Epoche der Erleuchtung führt. Eindringlich wird dies am dramatischen Höhepunkt des Werks herausgestellt, wenn die mehrfach wiederholte und zunehmend flehentlich gestellte Frage des Solo-Tenors „Hüter, ist die Nacht bald hin?“ zunächst vom Sopran und dann im strahlenden Tutti affirmativ beantwortet wird: „Die Nacht ist vergangen!“ Mendelssohn schreibt in einem Brief über diese Stelle: „Zur Einleitung des Chores ‚Die Nacht ist vergangen‘ habe ich Worte in der Bibel gefunden, die sind schöner gar nicht denkbar, und passen, als wären sie für diese Musik gedichtet …“ Mehrfach lässt Mendelssohn auch Textstellen zunächst von den Solisten ausführen und dann vom Chor wiederholen, und symbolisiert so die Ausbreitung der Erleuchtung im Volk Gottes. Mendelssohn folgt mit der Form der Textbehandlung der Oratorientradition des 18. Jahrhunderts.
Die Aufführungsdauer der 1. Fassung beträgt ca. 37 Minuten, die der 2. Fassung ca. 55 Minuten.

## Besetzung
- Solisten: 2 Soprane, 1 Tenor
- Chor: SATB
- Orchester: 2 Flöten, 2 Oboen, 2 Klarinetten, 2 Fagotte, 4 Hörner, 2 Trompeten, 3 Posaunen, Pauke, Orgel, I. Violine, II. Violine, Bratsche, Cello, Kontrabass

## Werkaufbau und Text
1. Sinfonia
- Maestoso con moto – Allegro
- Allegretto un poco agitato
- Adagio religioso

2. Chor; Sopran und Frauenchor
Allegro moderato maestoso – Animato

Alles, was Odem hat, lobe den Herrn!

Halleluja, lobe den Herrn! (Ps 150 )

Allegro di molto

Lobt den Herrn mit Saitenspiel,

Lobt ihn mit eurem Liede! (Ps 33 )

Und alles Fleisch lobe seinen heiligen Namen. (Ps 145 )

Alles was Odem hat, lobe den Herrn!

Molto più moderato ma con fuoco

Lobe den Herrn, meine Seele,

Und was in mir ist, seinen heiligen Namen!

Und vergiß es nicht, was er dir Gutes getan. (Ps 103 )
3. Tenor – Rezitativ und Arie
Rezitativ

Saget es, die ihr erlöst seid durch den Herrn,

Die er aus der Not errettet hat,

Aus schwerer Trübsal, aus Schmach und Banden,

Die ihr gefangen im Dunkeln waret,

Alle, die er erlöst hat aus der Not.

Saget es! Danket ihm und rühmet seine Güte! (Ps 107 )

Allegro moderato

Er zählet unsre Tränen in der Zeit der Not.

Er tröstet die Betrübten mit seinem Wort. (Ps 56 )

Saget es! Danket ihm und rühmet seine Güte!
4. Chor
A tempo moderato

Sagt es, die ihr erlöset seid

Von dem Herrn aus aller Trübsal.

Er zählet unsere Tränen in der Zeit der Not.
5. Duett Sopran I und II, Chor
Andante

Ich harrete des Herrn, und er neigte sich zu mir

Und hörte mein Flehn.

Wohl dem, der seine Hoffnung setzt auf den Herrn!

Wohl dem, der seine Hoffnung setzt auf ihn! (Ps 40 )
6. Tenor
Allegro un poco agitato

Stricke des Todes hatten uns umfangen,

Und Angst der Hölle hatte uns getroffen,

Wir wandelten in Finsternis. (Ps 116 )

Er aber spricht: Wache auf!

Wache auf, der du schläfst,

Stehe auf von den Toten,

Ich will dich erleuchten! (Eph 5,14 )

Allegro assai agitato

Wir riefen in der Finsternis:

Hüter, ist die Nacht bald hin?

Tempo I, moderato

Der Hüter aber sprach:

Wenn der Morgen schon kommt,

So wird es doch Nacht sein;

Wenn ihr schon fraget,

So werdet ihr doch wiederkommen

Und wieder fragen:

Hüter, ist die Nacht bald hin? (Jes 21 )

Sopran

Die Nacht ist vergangen!
7. Chor
Allegro maestoso e molto vivace

Die Nacht ist vergangen,

Der Tag aber herbeigekommen.

So laßt uns ablegen die Werke der Finsternis

Und anlegen die Waffen des Lichts,

Und ergreifen die Waffen des Lichts. (Röm 13,12 )
8. Chor
Choral: Andante con moto

Nun danket alle Gott

Mit Herzen, Mund und Händen,

Der sich in aller Not

Will gnädig zu uns wenden,

Der so viel Gutes tut;

Von Kindesbeinen an

Uns hielt in seiner Hut,

Und allen wohlgetan.

Un poco più animato

Lob, Ehr’ und Preis sei Gott,

Dem Vater und dem Sohne,

Und seinem heil’gen Geist

Im höchsten Himmelsthrone.

Lob dem dreieinen Gott,

Der Nacht und Dunkel schied

Von Licht und Morgenrot,

Ihm danket unser Lied.
9. Duett: Sopran und Tenor
Andante sostenuto assai

Drum sing’ ich mit meinem Liede

Ewig dein Lob, du treuer Gott!

Und danke dir für alles Gute, das du an mir getan!

Und wandl’ ich in der Nacht und tiefem Dunkel,

Und die Feinde umher stellen mir nach:

So rufe ich an den Namen des Herrn,

Und er errettet mich nach seiner Güte.

Und wandl’ ich in Nacht, so ruf ich deinen Namen an,

Ewig, du treuer Gott!
10. Schlusschor
Allegro non troppo

Ihr Völker, bringet her dem Herrn Ehre und Macht!

Ihr Könige, bringet her dem Herrn Ehre und Macht!

Der Himmel bringe her dem Herrn Ehre und Macht!

Die Erde bringe her dem Herrn Ehre und Macht! (Ps 96 )

Più vivace

Alles danke dem Herrn!

Danket dem Herrn und rühmt seinen Namen

Und preiset seine Herrlichkeit. (1 Chr 16,8-10 )

Maestoso como I

Alles, was Odem hat, lobe den Herrn,

Halleluja, lobe den Herrn! (Ps 150 )

## Trivia
Das Gewandhausorchester Leipzig mit dem MDR-Rundfunkchor Leipzig spielte anlässlich des 85. Geburtstages von Papst Benedikt XVI. unter der Leitung von Riccardo Chailly am 20. April 2012 in der Audienzhalle des Vatikans Mendelssohns Lobgesang.

## Diskografie(Auswahl)
- Celestina Casapietra, Adele Stolte, Peter Schreier, Rundfunkchor Leipzig, Gewandhausorchester Leipzig, Kurt Masur – Eterna/Eurodisc 1972
- Edith Mathis, Liselotte Rebmann, Werner Hollweg, Berliner Philharmoniker, Herbert von Karajan – Deutsche Grammophon 1973
- Margaret Price, Sally Burgess, Siegfried Jerusalem, London Philharmonic Orchestra and Choir, Riccardo Chailly – Philips 1979
- Elizabeth Connell, Karita Mattila, Hans Peter Blochwitz, London Symphony Chorus, London Symphony Orchestra, Claudio Abbado – Deutsche Grammophon 1985
- Krisztina Laki, Mitsuko Shirai, Peter Seiffert, Chor des Städtischen Musikvereins zu Düsseldorf, Berliner Philharmoniker, Wolfgang Sawallisch – EMI Electrola 1988
- Barbara Bonney, Edith Wiens, Peter Schreier, Gewandhausorchester Leipzig, Kurt Masur – Teldec 1989
- Lucia Popp, Julie Kaufmann, Josef Protschka, Bamberger Symphoniker, Claus Peter Flor – RCA 1990
- Soile Isokoski, Mechthild Bach, Frieder Lang, Chorus Musicus Köln, Das Neue Orchester, Christoph Spering – Opus Production 1994 („Auf Originalinstrumenten“)
- Juliane Banse, Sibylla Rubens, Vinson Cole, Rundfunkchor Berlin, Deutsches Symphonie-Orchester Berlin, Vladimir Ashkenazy – Decca 1996
- Annegeer Stumphius, Young-Hee Kim, Matthias Bleidorn, Radio Filharmonisch Koor & Orkest, Edo de Waart – Brillant 2001
- Véronique Gens, Pamela Helen Stephen, Robert Tear, BBC National Orchestra of Wales, Richard Hickox – BBC Music Magazine 2002
- Anne Schwanewilms, Petra-Maria Schnitzer, Peter Seiffert, Chor der Oper Leipzig, Gewandhausorchester Leipzig, Riccardo Chailly – Decca 2005
- Christiane Karg, Maria Bernius, Werner Güra, Kammerchor Stuttgart, Deutsche Kammerphilharmonie Bremen, Frieder Bernius – Carus 2009
- Judith Howarth, Jennifer Larmore, Vinson Cole, Bergen Philharmonic Orchestra, Andrew Litton – BIS 2009
- Christiane Karg, Christina Landshamer, Michael Schade, Symphonieorchester des Bayerischen Rundfunks, Pablo Heras-Casado – harmonia mundi 2013
- Karina Gauvin, Regula Mühlemann, Daniel Behle, RIAS Kammerchor, Chamber Orchestra of Europe, Yannick Nézet-Séguin – Deutsche Grammophon 2017